# Kup triju nacija
Kup triju nacija (engl. Rugby Union Tri Nations Series), međunarodno ragbijsko natjecanje koje se svake godine igra između Australije, Novog Zelanda i Južnoafričke Republike. Institucija koja vodi ovo prvenstvo je SANZAR, konzorcij krovnih ragbijskih organizacija JAR, Novog Zelanda i Australije.
Prvo natjecanje održano je 1996. i osvojili su ga "All Blacks" - popularni naziv za reprezentaciju Novog Zelanda.

## Povijest natjecanja
Australija i Novi Zeland su prvi puta odigrali međusobnu reprezentativnu utakmicu 1903. godine, a JAR se prvi puta pridružila 1921. Ipak u tom razdoblju susreti nisu imali formalni natjecateljski karakter nalik onom u Kupu šest nacija koji se igrao u sjevernoj hemisferi. Turniri su se igrali sporadično, kao dodatak uz redovito odigravanje Bledisloe kupa.
Ustanovljavanjem Svjetskog ragbijskog prvenstva 1987. godine, uz činjenicu da je JAR-u zbog apartheida do 1995. godine bilo zabranjeno sudjelovanje na svjetskim prvenstvima, učinjen je prvi korak bliže stvaranju modernog Kupa triju nacija. Ta činjenica uz uvođenje profesionalizma u ruguby donosi današnji oblik ovog natjecanja. Sve navedeno rezultiralo je time da je SANZAR potkraj Svjetskog prvenstva 1995. objavio kao će se od naredne godine igrati Kup 3 nacije i da je u tu svrhu sa sponzorima sklopljen ugovor vrijedan 360 milijuna funti.

## Natjecanje
Oblik natjecanja se tijekom njegovog postojanja mijenjao nekoliko puta. Najnovije promjene dogodile su se uoči turnira 2006. godine, kao rezultat sporazuma između SANZAR-a i televizijskih kuća Velike Britanije te zemalja SANZAR-a. Dogovorom je dotadašnji dvokružni sustav promijenjen u trokružni.
Bodovna tablica se kreira tako da se pobjedniku pojedine utakmice dodjeljuju 4 boda, poraženi ne dobiva bodove, a u slučaju izjednačenog meča dodjeljuju se po dva boda svakome.
Karakteristika ovog natjecanja su i "bonus bodovi" koje momčad može zaraditi na bilo kojoj utakmici. Tim može zaraditi po jedan bonus bod postizanjem polaganja 4 ili više puta u utakmici, bez obzira na konačni ishod iste ili ako izgubi s manje od 7 poena razlike ("a converted try). Na taj način pobjednički tim može osvojiti od 4 do 5 poena, što ovisi o tome koliko je try-ova (polaganja) postigao, dok poraženi može postići od 0 do 2 poena, 1 ako postignu 4 polaganja i još jedan ako izgube s manje od 7 razlike.
Na kraju serije pobjednik je reprezentacija s najviše osvojenih bodova. Ako se desi da su prva dva poravnati, pobjednik je ona ekipa koja je tokom prvenstva postigla više polaganja.